# Lubuk Mukti
Lubuk Mukti is een bestuurslaag in het regentschap Muko-Muko van de provincie Bengkulu, Indonesië. Lubuk Mukti telt 1996 inwoners (volkstelling 2010).